# Sachsenring (tor)
Sachsenring – tor wyścigowy w Hohenstein-Ernstthal w pobliżu Chemnitz w Saksonii w Niemczech.
Tor zamknięty o długości 3670 m. W roku 1998 Sachsenring zastąpiło Nürburgring jako miejsce rozgrywania Grand Prix Niemiec - eliminacji MotoGP.
Pierwszy wyścig odbył się 26 maja 1927 na 8,7 kilometrowym torze.
Od 1962 do 1971 odbywało się motocyklowe Grand Prix, w którym najszybsze okrążenie osiągnął Giacomo Agostini. W 1990 tor zaczął być zbyt niebezpieczny i przynosił ofiary śmiertelne. W 1995 wznowiono wyścigi ADAC Super Tourenwagen Cup. Wyścig DTM w 2000 odbył się na torze Sachsenring.
W 1998 wyścig mistrzostw motocyklowych przeniesiono z Nürburgring i od tego czasu odbywa się na Sachsenring.